# Bayerische Bodenseebank
Die Bayerische Bodenseebank - Raiffeisen - eG war eine Genossenschaftsbank mit Sitz in der bayerischen Kreisstadt Lindau (Bodensee) im Landkreis Lindau (Bodensee).

## Geschichte
Die Bayerische Bodenseebank - Raiffeisen - eG wurde am 29. Juli 1914 gegründet und fusionierte im Jahr 1999 mit der Raiffeisenbank Weissensberg-Sigmarszell-Reitnau eG mit dem Sitz in Weißensberg. 
Diese wiederum entstand 1985 aus der Fusion der Raiffeisenbank Weißensberg-Sigmarszell eG mit der Raiffeisenbank Reitnau eG mit dem Sitz in Lindau (Bodensee).
Im Jahr 2024 fusionierte die Bayerische Bodenseebank - Raiffeisen - eG mit der Raiffeisenbank Westallgäu eG zur VR SüdBank eG.

## Organisationsstruktur
Rechtsgrundlagen waren das Genossenschaftsgesetz und die durch die Generalversammlung beschlossene Satzung. Organe der Bank waren der Vorstand, der Aufsichtsrat und die Generalversammlung.

## Sicherungseinrichtung
Die Bayerische Bodenseebank - Raiffeisen - eG war der amtlich anerkannten Sicherungseinrichtung des Bundesverbandes der Deutschen Volksbanken und Raiffeisenbanken GmbH und der zusätzlichen freiwilligen Sicherungseinrichtung des Bundesverbandes der Deutschen Volksbanken und Raiffeisenbanken e.V. angeschlossen.

## Geschäftsausrichtung
Die Bayerische Bodenseebank - Raiffeisen - eG betrieb das Universalbankgeschäft. Im Verbundgeschäft arbeitete sie mit der DZ Bank, R+V Versicherung, Bausparkasse Schwäbisch Hall, Teambank, VR Leasing,  DZ Hyp und der Union Investment zusammen.

## Geschäftsgebiet
Das Geschäftsgebiet lag im Westen des Landkreises Lindau (Bodensee).